# Palazzo Bonocore

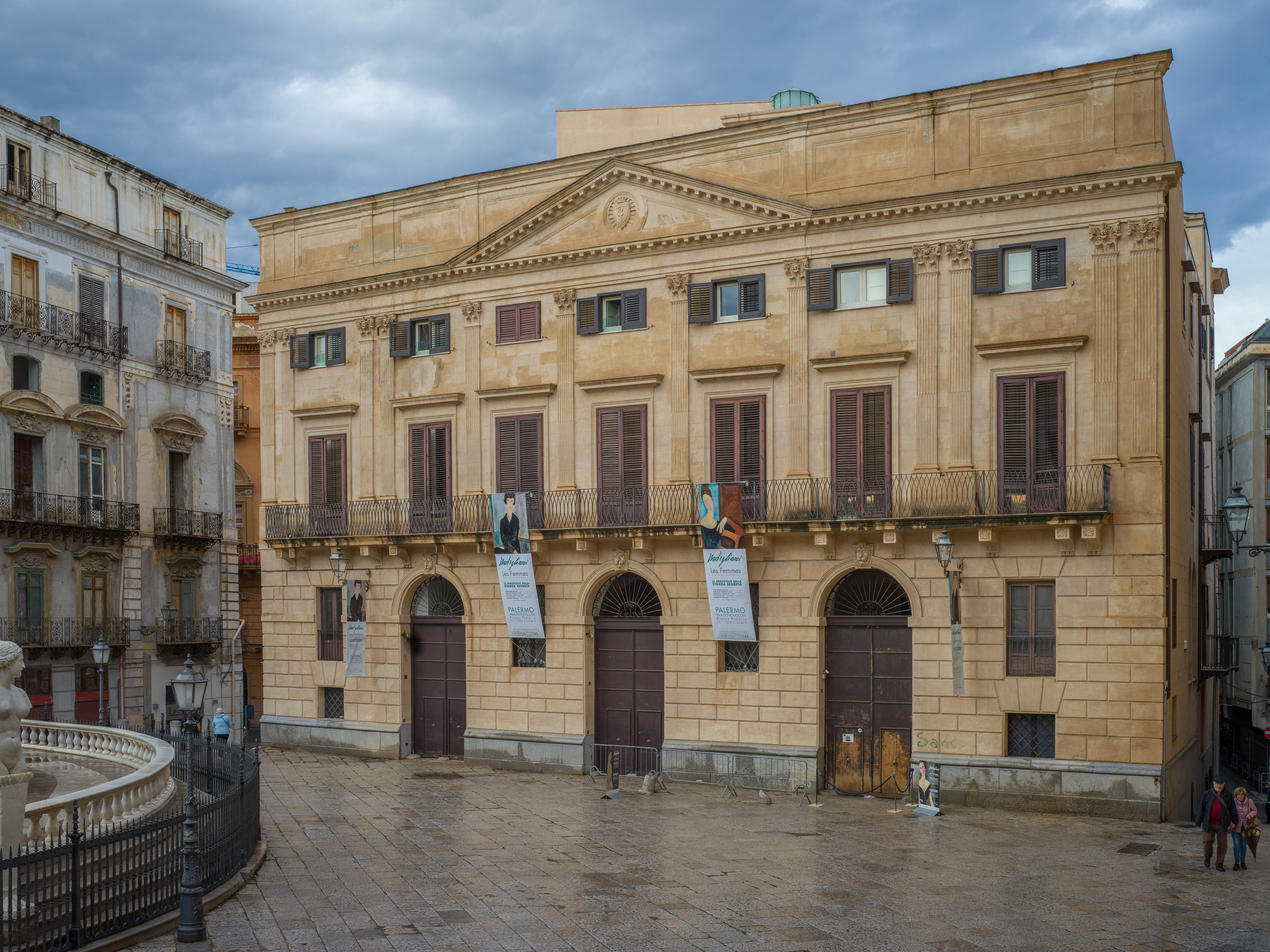
Palazzo Bonocore sulla Piazza Pretoria

Palazzo Bonocore è un edificio di Palermo risalente al 1509.
È stato restaurato da parte della Sovraintendenza ai beni culturali di Palermo ed è stato riaperto al pubblico ospitando la mostra della tradizione liturgica greco-albanese e latina in Sicilia.

## Storia
Dalle fonti bibliografiche in possesso si ricava che i primi proprietari, nel XVI secolo, furono alcuni componenti della famiglia Di Carlo.
Nel 1593 venne acquistato dal senatore Stefano Conte, nobile di origine ligure, per poi passare in proprietà agli inizi del XVIII secolo al giudice Francesco Gastone, marchese dell'Ingegno, di nobile famiglia catanese.
La figlia di quest'ultimo, Margherita Gastone, unica erede del palazzo, sposò a metà del XVIII secolo Francesco Antonio Lo Faso e Gaetani IV duca di Serradifalco, il quale divenne così proprietario dell'edificio.
Successivamente, al concludersi del XIX secolo, ne divenne proprietario il ricco banchiere Salvatore Buonocore, da cui deriva il nome con cui oggi è identificato.
Nell'ottobre 2015 il palazzo ha riaperto i battenti come sede del Museo multimediale sul patrimonio culturale immateriale siciliano.

## Struttura e posizione
Il palazzo fa parte della cornice di piazza Pretoria e l'attuale aspetto risale alla famiglia Lo Faso duchi di Serradifalco.
Si tratta di un edificio neoclassico, il cui prospetto con ogni probabilità fu progettato dal duca Domenico Lo Faso di Serradifalco, importante intellettuale della prima metà dell'Ottocento e dilettante di architettura.
Esso rappresenta una cornice di delimitazione del perimetro della piazza con, alle spalle, il principale corso Vittorio Emanuele.
La facciata esterna presenta cornicioni e capitelli riportati di recente alla originaria luminosità. L'interno presenta degli splendidi saloni interamente decorati con pitture della seconda metà del XIX secolo.

## Museo
All'interno espone il patrimonio culturale immateriale siciliano attraverso un itinerario tematico suddiviso in ambienti, con sequenze su megaschermi per un totale di 67 minuti di proiezioni ed un'esposizione di oggetti ed esempi di arte siciliana, tra cui ceramiche, piastrelle, pupi siciliani e gioielli.